# 슈타지 박물관
슈타지 박물관(독일어: Stasimuseum)은 독일 베를린에 있는 박물관이다. 박물관은 구 슈타지 본부 부지에 있는 1번 건물에 위치하고 있다. 이 건물은 1960년~1961년에 지어졌으며, 1957년부터 1989년까지 국가안보부 본부장을 지낸 에리히 밀케의 사무실이었다.
박물관은 1990년 베를린에서 시민권 운동가들이 설립한 반스탈린주의 운동 베를린-노르만넨슈트라세 (ASTAK)에서 운영한다. 이 운동의 목적은 "동독과 관련된 증거 및 연구 자료의 수집, 보존, 문서화, 복구 및 전시 센터"로서 박물관을 발전시키는 것이다.
2010년 독일 정부는 슈타지 박물관을 인수하겠다는 의사를 발표했고, 이로 인해 ASTAK, 리히텐베르크 구청, 독일 정부 간에 박물관을 두고 3자간 분쟁이 일어났다. 이후 ASTAK은 박물관의 원래 위치였던 슈타지 본부의 1번 건물을 재건축 및 리노베이션하고 박물관을 임시로 22번 건물로 이전한다고 발표했다.